# گمینا اسکیرنیه‌ویتسه
گمینا سکیرنگویتسه (به لهستانی:  Gmina Skierniewice) یک گمینا در لهستان است که در شهرستان اسکرینه‌ویتسه واقع شده‌است. گمینا سکیرنگویتسه ۱۳۱٫۶۷ کیلومتر مربع مساحت و ۶٬۷۳۶ نفر جمعیت دارد.